# Shavkat Raimqulov
Shavkat Raimqulov (Angren, 7 maggio 1984) è un ex calciatore uzbeko, di ruolo difensore.

## Carriera

### Club
Ha giocato nella prima divisione uzbeka.

### Nazionale
Con la nazionale uzbeka ha partecipato ai Coppa d'Asia 2004.

## Palmarès

### Club
- Campionato uzbeko: 2

Bunyodkor: 2008, 2009
- Coppa dell'Uzbekistan: 1

Bunyodkor: 2008